# 4874 Burke
4874 Burke este un asteroid din centura principală, descoperit pe 12 ianuarie 1991 de Eleanor Helin.